# Sauveterre (Tarn)
Sauveterre (okzitanisch: Sauvatèrra) ist eine französische Gemeinde mit 186 Einwohnern (Stand: 1. Januar 2022) im Département Tarn in der Region Okzitanien (vor 2016: Midi-Pyrénées). Sie gehört zum Arrondissement Castres und zum Kanton Mazamet-2 Vallée du Thoré (bis 2015: Kanton Saint-Amans-Soult). Die Einwohner werden Sauveterròls genannt.

## Lage
Sauveterre liegt etwa 28 Kilometer südöstlich von Castres am Fuß der Montagne Noire (dt. „Schwarzes Gebirge“) und ist Teil des Regionalen Naturparks Haut-Languedoc. Der Fluss Thoré begrenzt die Gemeinde im Norden. Hier mündet sein Zufluss Candesoubre. Umgeben wird Sauveterre von den Nachbargemeinden Rouairoux im Norden, Lacabarède im Osten sowie Albine im Süden und Westen.

## Bevölkerungsentwicklung
| Jahr                      | 1962 | 1968 | 1975 | 1982 | 1990 | 1999 | 2006 | 2013 |
| Einwohner                 | 163  | 166  | 153  | 148  | 152  | 154  | 169  | 183  |
| Quelle: Cassini und INSEE |      |      |      |      |      |      |      |      |

## Sehenswürdigkeiten
- Kirche Sainte-Croix, Monument historique seit 2002
- Schloss Sauveterre, Monument historique seit 2002